# Akimasa Tsukamoto
Akimasa Tsukamoto (født 22. november 1969) er en tidligere japansk fodboldspiller.
Han har spillet for flere forskellige klubber i sin karriere, herunder Cerezo Osaka.